# Saint-Dizier-l’Évêque
Saint-Dizier-l’Évêque (deutsch früher Sankt Störingen) ist eine französische Gemeinde im Kanton Delle, Département Territoire de Belfort, Region Bourgogne-Franche-Comté. Der Name leitet sich vom heiligen Bischof Desiderius Rhodonensis ab, der in der Dorfkirche begraben wurde.

## Geographie
Saint-Dizier-l’Évêque liegt im südlichsten Teil des Départements Territoire de Belfort auf einem Plateau, das geologisch zum Jura gehört. Die Gemeinde liegt auf einer Höhe zwischen 374 und 615 m und zählt 430 Einwohner (1. Januar 2022). Das 10,83 km² große Gemeindegebiet wird östlich des Dorfes von einem Tal (Val Saint-Dizier) durchbrochen. Die Gemeinde grenzt an folgende Nachbargemeinden: Fêche-l’Église, Lebetain, Villars-le-Sec, Croix, Montbouton, Beaucourt, Badevel und Boncourt (Schweiz).

## Geschichte
Spuren weisen auf eine Besiedlung bereits im Neolithikum hin. Bereits im 7. Jahrhundert, noch zu Lebzeiten des Bischofs Desiderius, stand bei der heutigen Kirche eine Kapelle oder ein Oratorium. Im Mittelalter und bis ins 19. Jahrhundert war die Ortschaft ein regional bedeutender Wallfahrtsort. Bis 1937 hieß die Gemeinde Saint-Dizier, danach mit Namenszusatz Saint-Dizier-l’Évêque.

## Sehenswürdigkeiten
Die Dorfkirche wurde im 11. Jahrhundert im romanischen Stil erbaut und 1041 geweiht. Der Glockenturm wurde 1575 im gotischen Stil neu erbaut und 1875 erhöht. In einem Nebenraum der Kirche steht der Grabstein des hl. Desiderius, in der Krypta der Sarkophag, beide aus dem 7. Jahrhundert. Im Val Saint-Dizier befinden sich noch Überreste der ehemaligen Pilgerbäder.
Siehe auch: Liste der Monuments historiques in Saint-Dizier-l’Évêque
|  |  |